# Histoire du Québec
 (février 2022).
Si vous disposez d'ouvrages ou d'articles de référence ou si vous connaissez des sites web de qualité traitant du thème abordé ici, merci de compléter l'article en donnant les références utiles à sa vérifiabilité et en les liant à la section « Notes et références ».

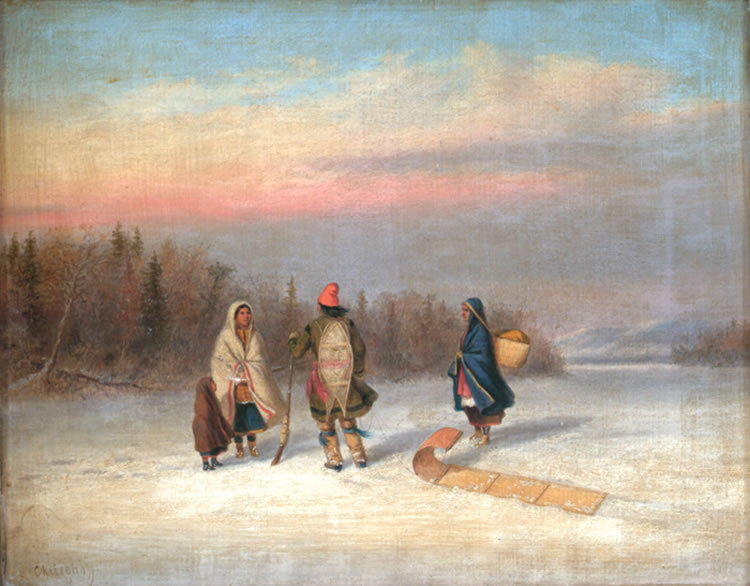
Mohawks de Kahnawà:ke en hiver.

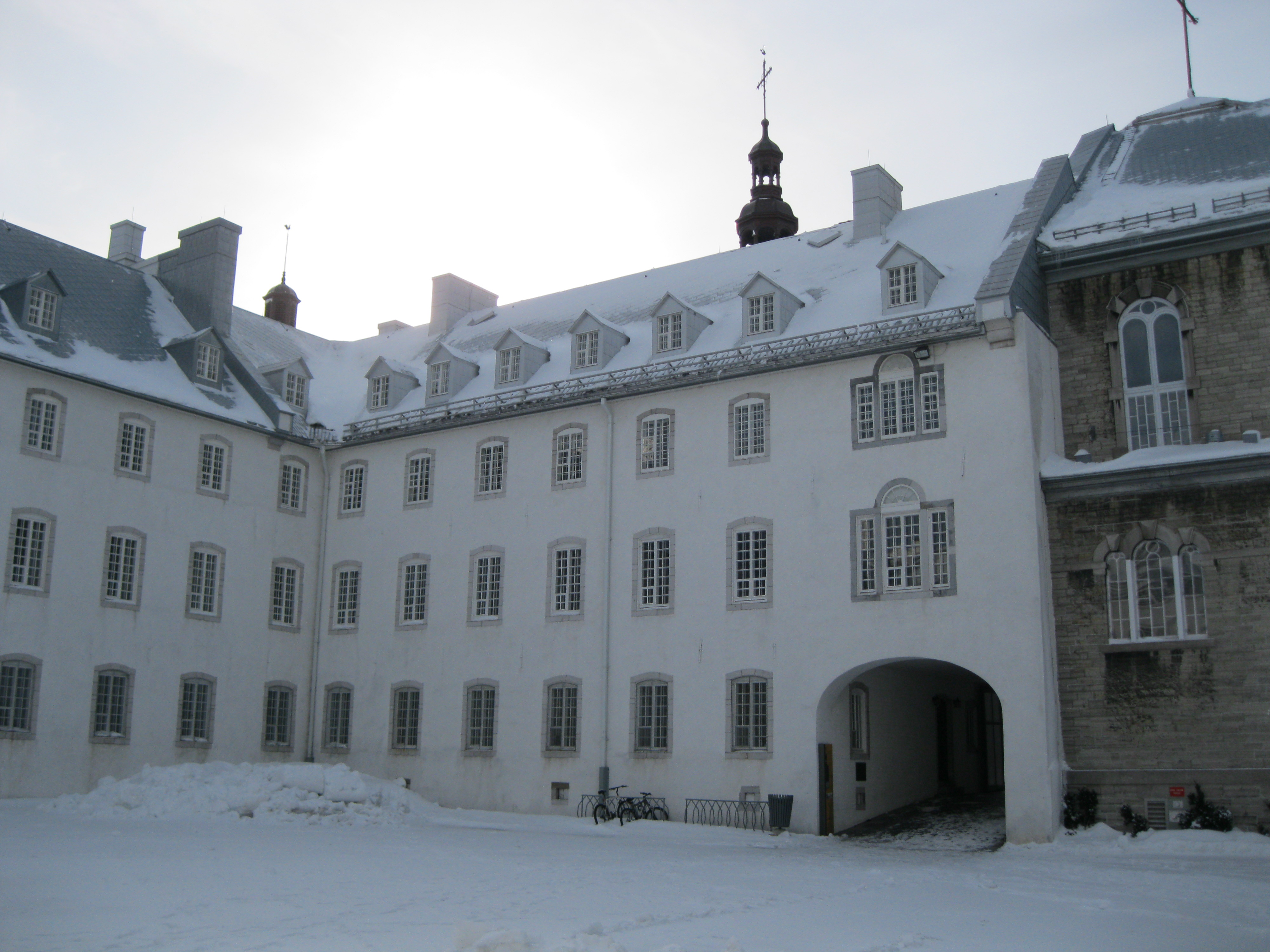
Le Séminaire de Québec fondé en 1663, plus ancien établissement d’enseignement supérieur francophone en Amérique.

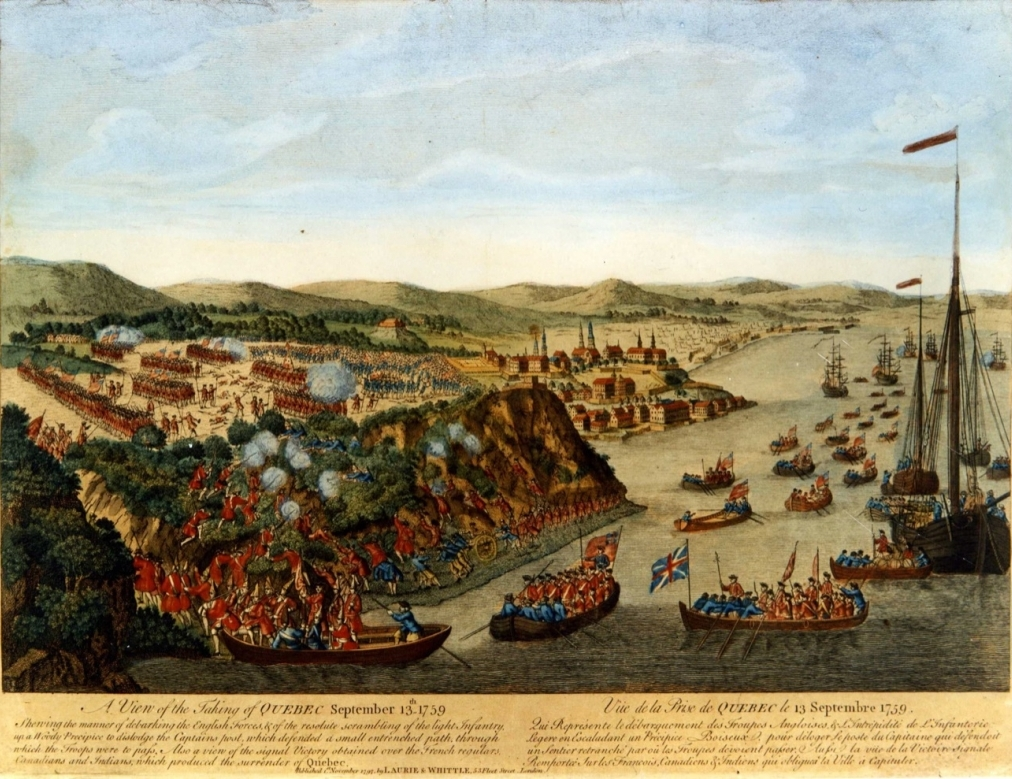
Bataille des Plaines d'Abraham en 1759.

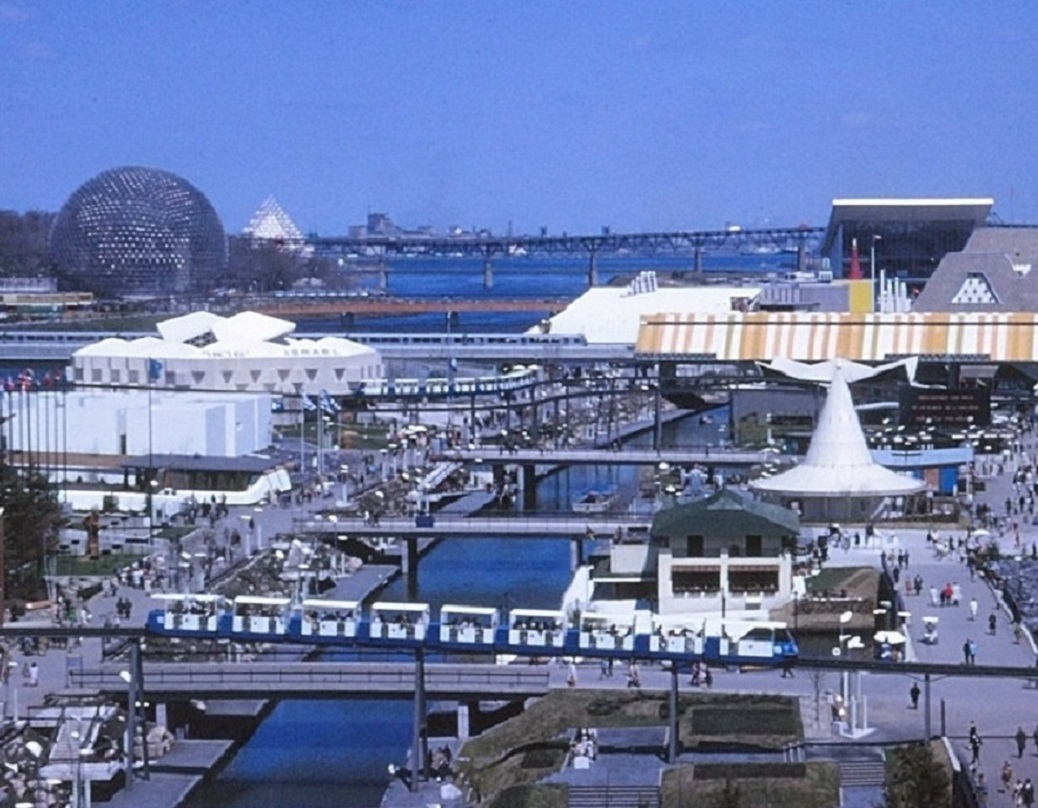
Exposition universelle de 1967 à Montréal.

L'histoire du Québec s'étend de l'arrivée des peuples des Premières nations et Inuit jusqu'à nos jours.
Le territoire du Québec est peuplé depuis environ 10 000 ans, soit la fin de la dernière période glaciaire. Les premiers habitants du territoire sont les Paléoaméricains, ancêtres des peuples autochtones du Québec.
L'établissement européen découle principalement d'explorations maritimes aux visées mercantiles commanditées par le royaume de France à partir du XVIe siècle. Le peuplement français du fleuve Saint-Laurent débute au XVIIe siècle avec la fondation de Québec en 1608, Trois-Rivières en 1634 et Montréal en 1642. Connue comme la Nouvelle-France à partir de 1668, la colonie s’appuie sur la traite des fourrures. Son expansion territoriale toujours plus en amont du réseau hydrographique du Saint-Laurent entraîne éventuellement des tensions avec des peuples autochtones, notamment les Mohawks, puis avec d'autres puissances coloniales rivales, principalement la Grande-Bretagne.
Les tensions atteignent leur paroxysme lors de la guerre de Sept Ans. Après la défaite de la France, la Nouvelle-France est cédée à la Grande-Bretagne par le traité de Paris en 1763 et devient la Province de Québec. Malgré la guerre de la Conquête, l'Acte de Québec reconnaît aux Canadiens français majoritaires le droit de conserver la langue française, leur droit civil et leur religion catholique. La révolution américaine entraîne l'arrivée de nombreux réfugiés loyalistes britanniques. La colonie est dotée d'institutions parlementaires à partir de 1791 avec la création du Bas-Canada. En 1837-1838, une série d'insurrections sont réprimées par le pouvoir colonial britannique. En 1841, le Haut-Canada et le Bas-Canada deviennent le Canada-Uni, puis, en 1867, la Confédération canadienne entraîne la création de la province de Québec actuelle.
L'industrialisation, qui débute au cours du XIXe siècle, entraîne un exode rural et l'urbanisation rapide de Québec et de Montréal. L’exploitation forestière et minière extensive mène à la colonisation des Cantons-de-l'Est, de l'Outaouais, des Laurentides, du Saguenay–Lac-Saint-Jean, de l'Abitibi et de la Côte-Nord. Dans le contexte du contrôle de l'économie par une petite élite principalement anglophone, l'émergence d'une petite-bourgeoisie et d'une intelligentsia francophone jette les bases du nationalisme québécois au début du XXe siècle. L'Église catholique exerce une grande influence sur la société jusqu'à la seconde moitié du XXe siècle ; notamment par la prise en charge des écoles, pensionnats, collèges et hôpitaux et autres institutions à caractère social par les communautés religieuses. Après la Grande dépression, la modernisation et la motorisation du Québec s'accélère en dépit du conservatisme social exacerbé par 25 ans de duplessisme.
La Révolution tranquille entraîne dans les années 1960 la création de différents programmes de sécurité sociale, la création des Cégeps et du réseau de l'université du Québec et des investissements majeurs en infrastructures. La force des mouvements syndicaux et souverainistes mène à l'élection du Parti québécois en 1976 qui fait adopter la Charte de la langue française et tient un premier référendum sur la souveraineté du Québec en mai 1980. La récession du début des années 1980 marque le début de l'usage de politiques néolibérales au sein de l'État québécois et la ratification de l'ALENA entraîne une forte intégration du Québec à l'économie nord-américaine. L'échec de l'Accord du lac Meech entraîne un second référendum en 1995. Les années 2000 voient le développement des industries de l'aéronautique et du jeu vidéo. En 2011 et 2012, une commission d'enquête sur la corruption dans le monde municipal et une grève étudiante majeure marquent la fin du gouvernement Jean Charest. Élu en 2018, le premier gouvernement caquiste adopte la Loi sur la laïcité de l'État en continuité avec un débat lancé lors d'une commission de consultation sur les accommodements raisonnables dans les années 2000.

## Histoire précoloniale
Selon la théorie du premier peuplement de l'Amérique, les premiers habitants sont arrivés en Amérique à partir de l'Asie il y a environ 32 000 ans en franchissant un isthme, c'est-à-dire une étroite bande de terre, qui reliait alors le Nord-Est de l'Asie au Nord-Ouest de l'Amérique, à l'endroit où se trouve aujourd'hui le détroit de Béring (La Béringie). Cet isthme était alors à sec à la suite de la baisse du niveau des océans causée par l'accumulation d'eau dans les immenses glaciers qui couvraient alors une grande partie de la planète.
Des sites archéologiques au Sud de la province démontrent que des groupes de chasseurs paléoindiens pénètrent dans la vallée du Saint-Laurent au moment où la mer de Champlain se retire, il y a environ 10 000 ans. Ils circulent sur le territoire avec une grande mobilité dans un environnement fort différent de celui d'aujourd'hui. La proximité des glaciers apporte un climat rigoureux. Le paysage végétal ressemble beaucoup à celui qu'on trouve en milieu nordique. Il semble qu'ils se déplacent à l'aide d'embarcations et utilisent des tentes en peau. Leurs proies préférées sont les grands cervidés, principalement les caribous, bien que les autres mammifères, de même que le poisson, complètent leur alimentation.
Quelques millénaires plus tard, les Autochtones de l'Archaïque étendent peu à peu leurs activités à toutes les ressources animales et végétales disponibles et vivent un nomadisme saisonnier adapté à la chasse, la pêche et la cueillette.
Les outils se diversifient : les Autochtones polissent leurs outils en pierre et martèlent le cuivre natif provenant de la région du lac Supérieur. La présence de minéraux provenant du Labrador (Ramah), de Pennsylvanie et de cuivre sur des sites du Québec démontre l'étendue des échanges et des communications, qui ne cessera de s'accroître jusqu'à l'arrivée des Européens.
À partir de −3 000 ans, la poterie est adoptée dans la plaine laurentienne. La cueillette prend une place plus importante dans leurs activités, la chasse et la pêche n'étant cependant pas délaissées pour autant.
C'est le début de l'expérimentation de la fabrication de la poterie, principalement dans la partie sud du Québec.
C'est à cette époque que certaines populations autochtones provenant des Grands Lacs étendent leur réseau d'échanges à la région laurentienne.
Il y a environ mille ans, les premiers Inuits sont arrivés sur le territoire du Québec et ont remplacé les Tunits, peuple aujourd'hui disparu. L'immigration s'est faite peu à peu, par de petits groupes comportant moins de 30 personnes.
L'agriculture apparaît en Amérique du Nord de façon expérimentale vers le VIIIe siècle mais ce n'est qu'au XIVe siècle qu'elle est pleinement maîtrisée dans la vallée du Saint-Laurent. Les Iroquoiens du Saint-Laurent y cultivaient entre autres le maïs, la courge, le tournesol, et le haricot.
Des Vikings se sont installés en Amérique vers l'an 1000 et on retrouve des traces de leur présence jusqu'en 1340, principalement à Terre-Neuve.
Au début du XVIe siècle, alors que les Français entreprennent l'exploration de l'Amérique, il y a environ 30 000 Autochtones sur le territoire de ce qui deviendra le Québec.

### Les explorations françaises

#### Les expéditions de pêche
Des expéditions de pêche exploitaient les bancs de Terre-Neuve dès le XVe siècle. La première expédition française avérée date de 1508, soit seulement 16 ans après le premier voyage de Christophe Colomb. En effet, Thomas Aubert ramène quelques Autochtones en France. Cet événement confirme que dès le début du XVIe siècle, des navigateurs français s'aventuraient dans le golfe du fleuve Saint-Laurent.
La présence de pêcheurs basques sera aussi attestée dans le compte-rendu des voyages de Jacques Cartier.

#### Le voyage de Verrazano (1524)
Ce n'est cependant qu'en 1524 qu'un voyage officiel, commandité par des marchands et par le roi de France, est organisé.
Cherchant un passage plus court vers l'Asie, Verrazano longe minutieusement la côte atlantique de l'Amérique du Nord de la Floride jusqu'à Terre-Neuve cherchant le passage tant convoité vers la Chine. Il rentra évidemment bredouille, mais son voyage a servi à préparer les voyages de Jacques Cartier, dix ans plus tard.

#### Les voyages de Jacques Cartier (1534-1542)

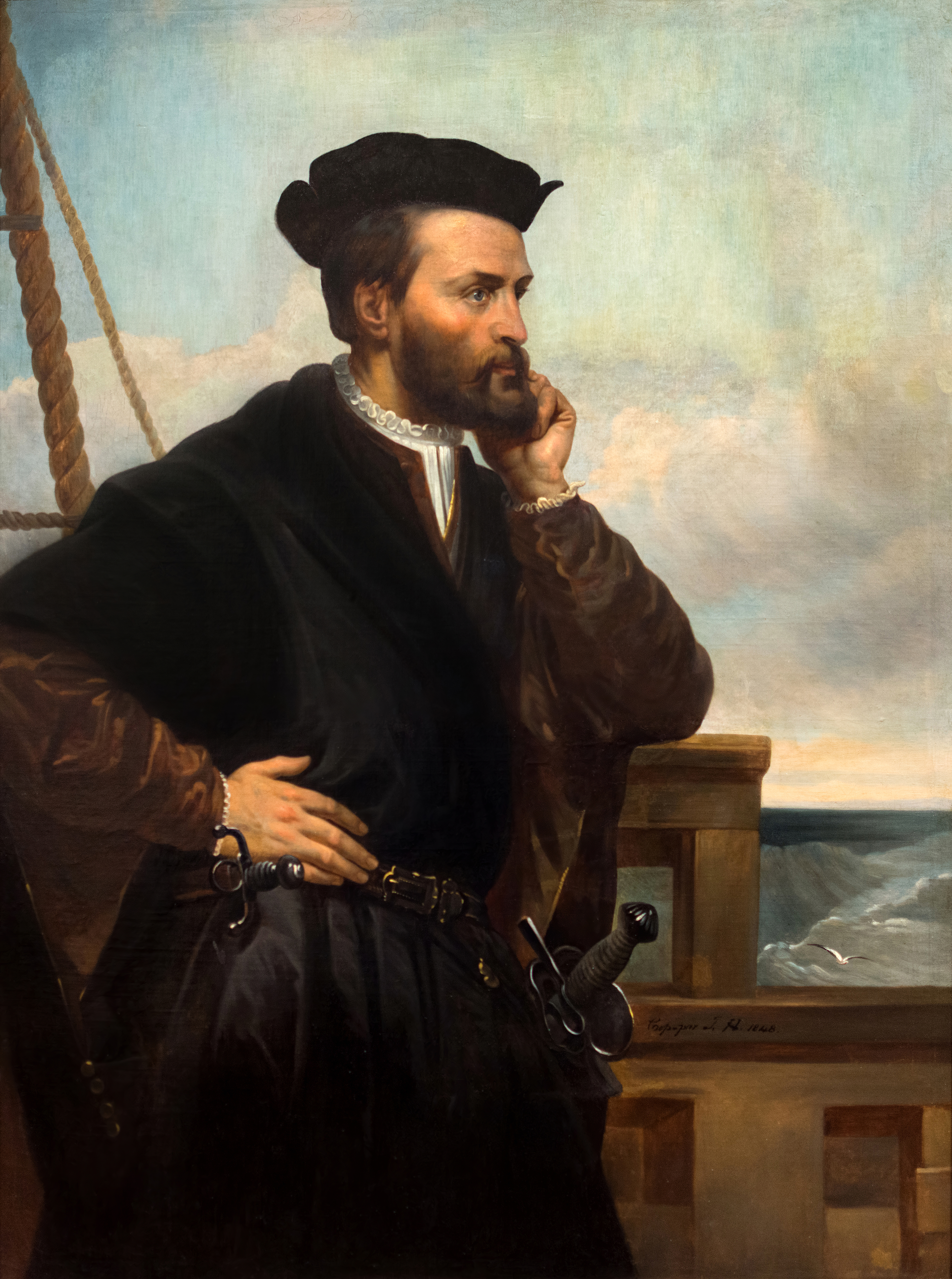
Portrait factice de Jacques Cartier, découvreur de la Nouvelle-France.

Le roi de France, François Ier, veut se joindre aux nations qui ont commencé depuis peu à explorer l'Atlantique pour y trouver un chemin vers la Chine et les Indes. Il finance donc les voyages de Jacques Cartier et le charge de trouver « certaines îles et pays où l'on dit qu'il se doit de trouver de grandes quantités d'or, d'épices ainsi que de soies ». On dit que Jacques Cartier est le découvreur du Canada parce qu'il est le premier à explorer le territoire en vue de son exploitation systématique.
Lors de son premier voyage en 1534, Jacques Cartier explore le golfe du fleuve Saint-Laurent mais croit que le détroit qui sépare l'île d'Anticosti de la péninsule de Gaspésie est une baie. Il rate donc la découverte du fleuve Saint-Laurent. Le 23 juillet, il plante une croix de neuf mètres de hauteur et revendique la baie de Gaspé au nom de la France.

##### Visite de Hochelaga et du Mont Royal

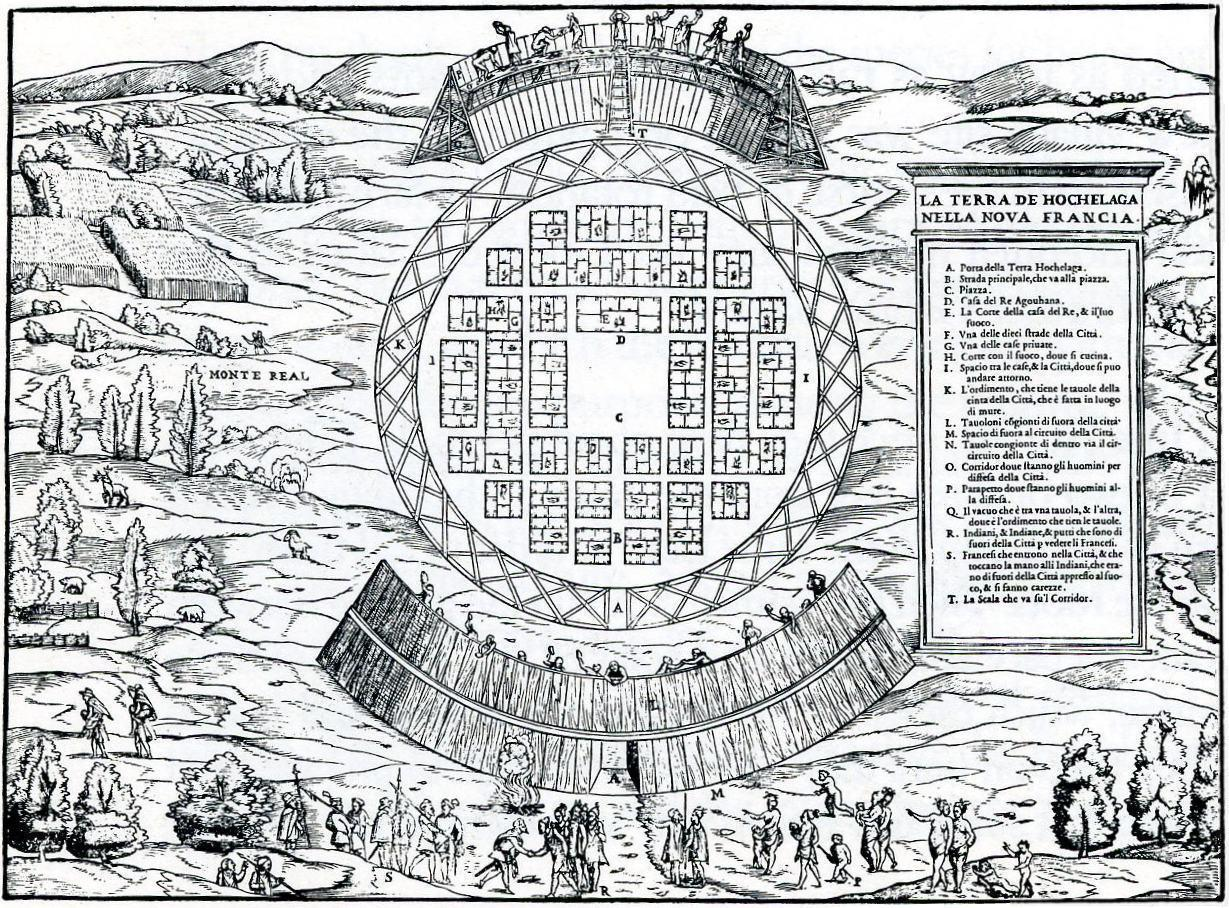
Plan La Terra De Hochelaga Nella Nova Francia, avec à gauche, le Monte Real.

Lors de son second voyage en 1535, après s'être arrêté le 7 septembre à Québec, Cartier remonte le Saint-Laurent jusqu'à Hochelaga, maintenant la ville de Montréal. Le 3 octobre 1535, il est accueilli à Hochelaga qu'il visite, puis il monte sur la montagne située à proximité, qu'il nomme Mont Royal.
Vingt et un ans plus tard, en 1556, la république de Venise, qui tout comme la France s'intéressait aux Indes, reproduit dans le 3e tome Delle Navigationi et Viaggi une illustration de la visite de Jacques Cartier à Hochelaga sur le plan La Terra De Hochelaga Nella Nova Francia. Chose surprenante, une analyse de cette illustration révèle que les trois collines du Mont Royal, montrées sur cette illustration, sont fidèlement reproduites. La visite de Hochelaga terminée, Cartier revient à Stadaconé qu'il atteint le 2 octobre où il passera l'hiver.
Lors de son troisième voyage en 1541, Jacques Cartier, devenu subalterne de Roberval, fonde la colonie de Charlesbourg-Royal. L'année suivante Roberval arrive à Charlesbourg-Royal qu'il renomme France-Roy. Tous deux, ce séparément, reviennent à la bourgade Hochelaga alors détruite. Ils essaient de passer outre aux saults qui avaient jusque-là bloqué l'avance dans l'intérieur des Indes occidentales.
Sans cesse attaquée par les Autochtones de Stadaconé, la colonie connaît des moments précaires. Déçu de n'avoir trouvé ni passage vers l'Asie, ni richesses, ni terres hospitalières, François Ier ne veut plus investir de sommes importantes dans une aventure d'exploration et de colonisation incertaine. Il commande le retour en France de la colonie. Les pêcheurs français continuent à pêcher dans le golfe du Saint-Laurent et à faire le commerce des fourrures avec les Autochtones mais il faudra attendre plus de 60 ans avant qu'une autre tentative de colonisation ne soit entreprise.

### Samuel de Champlain et établissements préliminaires
À la suite des résultats décevants des voyages de Cartier où l'on n'avait trouvé ni métaux précieux ni passage vers l'Asie, le gouvernement français se désintéresse du Canada. Mais certains Français (Basques, Bretons et Normands) continuent de venir dans la région de Terre-Neuve pour la pêche à la morue. Ils viennent également pour la chasse à la baleine et aux loups-marins pour l'huile qu'on en tire pour s'éclairer. Contrairement à ceux qui font de la morue verte, ceux qui font sécher la morue doivent passer un certain temps en Amérique avant de retourner en Europe ce qui leur permet de procéder à des échanges avec les Autochtones qui convoitent les objets en métal des Européens. C'est ainsi que le commerce des fourrures commence. Peu à peu, ces échanges deviennent de plus en plus importants si bien que cela ranime l'intérêt pour ce coin de l'Amérique septentrionale. Ce sont les marchands qui en deviennent les principaux promoteurs et à la fin du XVIe siècle, on assiste aux premières tentatives d'établissements permanents en Acadie et dans la vallée du Saint-Laurent.
Contrairement à la pêche, le commerce des fourrures nécessite une présence continue sur le territoire pour nouer des relations profitables avec les Autochtones qui font l'essentiel du travail dans cette activité commerciale. Mais des établissements permanents coûtent cher. C'est ainsi que l'État français a pris assez tôt l'habitude d'accorder des privilèges à des sociétés commerciales pour qu'elles financent ces premières installations. Habituellement, le roi accorde le monopole du commerce à ceux qui s'engagent à défrayer les coûts relatifs à de tels établissements. Cependant, cela ne fait pas l'unanimité et certains préfèrent que ce commerce demeure libre.
En 1598, on installe un groupe de colons sur l'Île de Sable au large de la Nouvelle-Écosse actuelle. C'est un échec lamentable. En 1600, Pierre de Chauvin fonde un poste de traite à Tadoussac, au confluent du fleuve Saint-Laurent et de la rivière Saguenay. Le premier hiver décime la presque totalité de la petite population. C'est pour s'éloigner de ce lieu inhospitalier qu'en 1604, le huguenot Pierre Dugua de Mons, qui obtient le monopole du commerce des fourrures, tente d'établir une colonie d'abord à l'embouchure du fleuve Sainte-Croix. Il est accompagné de Samuel de Champlain et de Jean de Poutrincourt. Cette colonie ne survivra pas en raison de la rudesse de l'hiver et du manque d'eau douce. La moitié des colons meurt à l'hiver de 1605 et il est décidé de relocaliser le groupe à un autre endroit. Cet autre endroit, cette fois situé près de la Baie de Fundy, sera nommé Port-Royal (aujourd'hui la région d'Annapolis Royal, Nouvelle-Écosse). Cette étape de la colonisation se traduit par l'établissement de la première colonie française en Nouvelle-France, qui deviendra l'Acadie et donnera naissance à son peuple, les Acadiens.
Faute de finances, les colons quitteront les lieux en 1607. En 1610, Jean de Poutrincourt, deuxième gouverneur de l'Acadie, avec son fils de 19 ans, Charles de Biencourt, Claude de Saint-Étienne de la Tour et son fils de 14 ans Charles de Saint-Étienne de la Tour, un prêtre catholique et d'autres colons français se sont rendus à l'habitation.
En 1613, l'habitation a été attaquée par des colons anglais de la Virginie. Plusieurs colons français sont tués et d'autres sont enlevés. Le fort et les marchandises sont détruits. Biencourt, qui était en France pour recueillir des approvisionnements, est retourné à Port-Royal le printemps suivant. Il fut obligé de retourner en France avec les colons survivants. Charles de Biencourt et Charles de la Tour sont restés parmi les Micmacs, s'engageant dans l'industrie de la fourrure. Biencourt est mort en 1623.
Pendant cette période, Samuel de Champlain qui est à l'emploi de De Monts, en profite pour faire plusieurs explorations. Il explore la côte atlantique entre l'Acadie et le Cap Cod puis il remonte le Saint-Laurent jusqu'à l'emplacement actuel de Montréal. En remontant le fleuve, il a remarqué un endroit que les Iroquoiens du temps de Jacques Cartier nommaient Stadaconé et que les Montagnais de son temps appelaient « Kébec ». Le grand explorateur avait pris bonne note des avantages de ce lieu.

## Colonisation française (1608-1763)

### La fondation de la ville de Québec (1608)

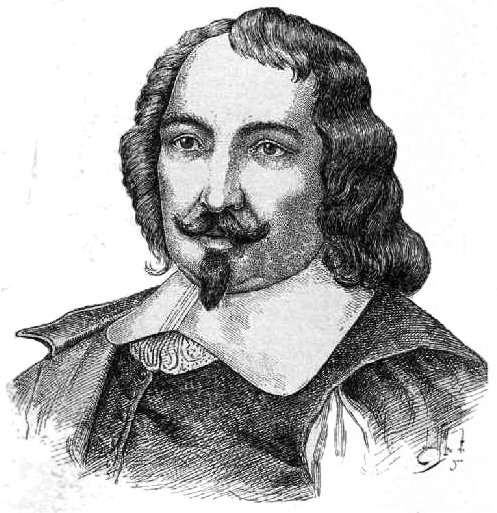
Champlain, fondateur de la Nouvelle-France, tel qu'on le représente traditionnellement. Cependant, il n'existe pas de vrai portrait de Champlain, cette image serait celle d'un contrôleur des finances peu scrupuleux, Particelli d'Émery.

La colonisation de la Nouvelle-France commence donc véritablement par la fondation de la ville de Québec par Samuel de Champlain en 1608. Champlain, qui fut d'abord impliqué dans des activités de pêche dans le golfe du fleuve Saint-Laurent, comprend vite l'intérêt du commerce des fourrures. Pour faciliter ce commerce, il rencontre un groupe important d'Innus au poste de traite saisonnier de Tadoussac en 1603 où il scelle une alliance avec cette nation. Il réalise l'importance de disposer d'un établissement permanent. La ville de Québec devient donc le premier véritable établissement français permanent en Amérique. Ce site qu'il avait remarqué en 1603 comporte selon lui de nombreux avantages. D'abord, il y a abondance de fourrures. Ensuite, cela semble un endroit facile à défendre à cause de la hauteur du Cap Diamant. De plus, le fleuve étant étroit, on peut en contrôler l'accès plus facilement. Enfin, il y a beaucoup de terres fertiles. La colonisation commence donc mais elle progresse à pas de tortue. Il y érige donc l'Habitation.
La colonisation progresse lentement parce que le système mis en place n'est pas adéquat. Le gouvernement français ne veut pas vraiment investir. Il confie donc le développement de sa colonie à une compagnie de commerce en lui octroyant l'exclusivité de la traite des fourrures. En retour, cette compagnie doit peupler le territoire. Pour une compagnie, il n'est pas très tentant d'utiliser une bonne partie de ses profits pour créer une colonie pour le roi. Pour cette raison, les compagnies qui se sont succédé ont toujours négligé leurs obligations et la Nouvelle-France ne se développait pas. Champlain met beaucoup d'énergie pour faire connaître tout le potentiel du nouveau territoire. En 1618, il soumet un mémoire aux autorités françaises dans lequel il fait l'inventaire de toutes les ressources de la colonie. Ses efforts finissent par porter fruit et le Cardinal de Richelieu s'intéresse à la Nouvelle-France. Une nouvelle compagnie voit le jour. C'est la Compagnie des Cent-Associés, la plus sérieuse tentative de développement à prendre place dans cette Nouvelle-France de 1627.

### Régime des compagnies à charte (1627-1662)
En 1627, le cardinal de Richelieu confie à la Compagnie des Cent-Associés un monopole sur la traite des fourrures en échange d'un engagement à coloniser la Nouvelle-France. La tentative est importante. Chaque actionnaire investit 3 000 livres ce qui fait un capital de départ intéressant de 300 000 livres. La compagnie obtient le monopole pour 15 ans et pendant ces années, elle doit amener 4 000 personnes dans la colonie. Le roi de France tente donc encore de coloniser la Nouvelle-France sans y investir d'argent. La nouvelle compagnie semble bien intentionnée. En effet, dès 1629, elle amène 400 personnes mais la flotte tombe aux mains des Anglais dans le golfe Saint-Laurent. Malgré ces difficultés, il convient de saluer le rôle de Louis Hébert (colon) installé dès 1617 à Québec ainsi que la colonisation pionnière organisée par Robert Giffard. Arrivé en 1634 avec un premier groupe de migrants originaires de Mortagne-au-Perche, de Tourouvre et des environs, ce dernier peut être considéré comme l'initiateur de l'implantation de colons venus du Perche. Quoique peu nombreux, ceux-ci seront parmi les tout premiers à défricher et à générer une activité agricole régulière sur les rives du Saint-Laurent. La ville de Trois-Rivières est fondée en 1634. La Compagnie des Cent-Associés cède son monopole à la Compagnie des Habitants en 1645.
L'expansion territoriale de la Nouvelle-France vers l'Ouest est marquée par une résistance des Iroquois, principalement la nation Mohawk. L'établissement de forts toujours plus en amont dans la vallée du Saint-Laurent au cours des années 1640 entraîne de nombreuses escarmouches entre Français et Mohawks. La construction en 1642 du Fort Richelieu (aujourd'hui Sorel-Tracy) à l'embouchure de la Rivière Richelieu entrave sévèrement l'accès des Mohawks au territoire. La même année, Ville-Marie (aujourd'hui Montréal) est établi par Paul de Chomedey, sieur de Maisonneuve et Jeanne Mance pour convertir les peuples autochtones de la région au christianisme.
La colonie reste très peu peuplée et, en 1662, 54 ans après la fondation de la ville de Québec, la colonie ne compte que 3 000 personnes. Les causes de la lenteur de la colonisation sont :
- l'absence d'une force de répulsion en France qui encouragerait certains Français à émigrer ;
- la faible force d'attraction de la colonie à cause du climat rigoureux du Québec ;
- l'hostilité iroquoise (Cinq-Nations) ;
- une économie basée sur une seule ressource, qui ne demande pas beaucoup de main-d'œuvre.
- l'impossibilité pour des milliers d'huguenots de s'établir sur les terres françaises d'Amérique, surtout après la révocation de l'édit de Nantes alors que ceux traversent l'Atlantique se sont plutôt installés en Nouvelle-Angleterre, par le biais des Pays-Bas ou de la Grande-Bretagne.

### Le Gouvernement royal (1663-1760)

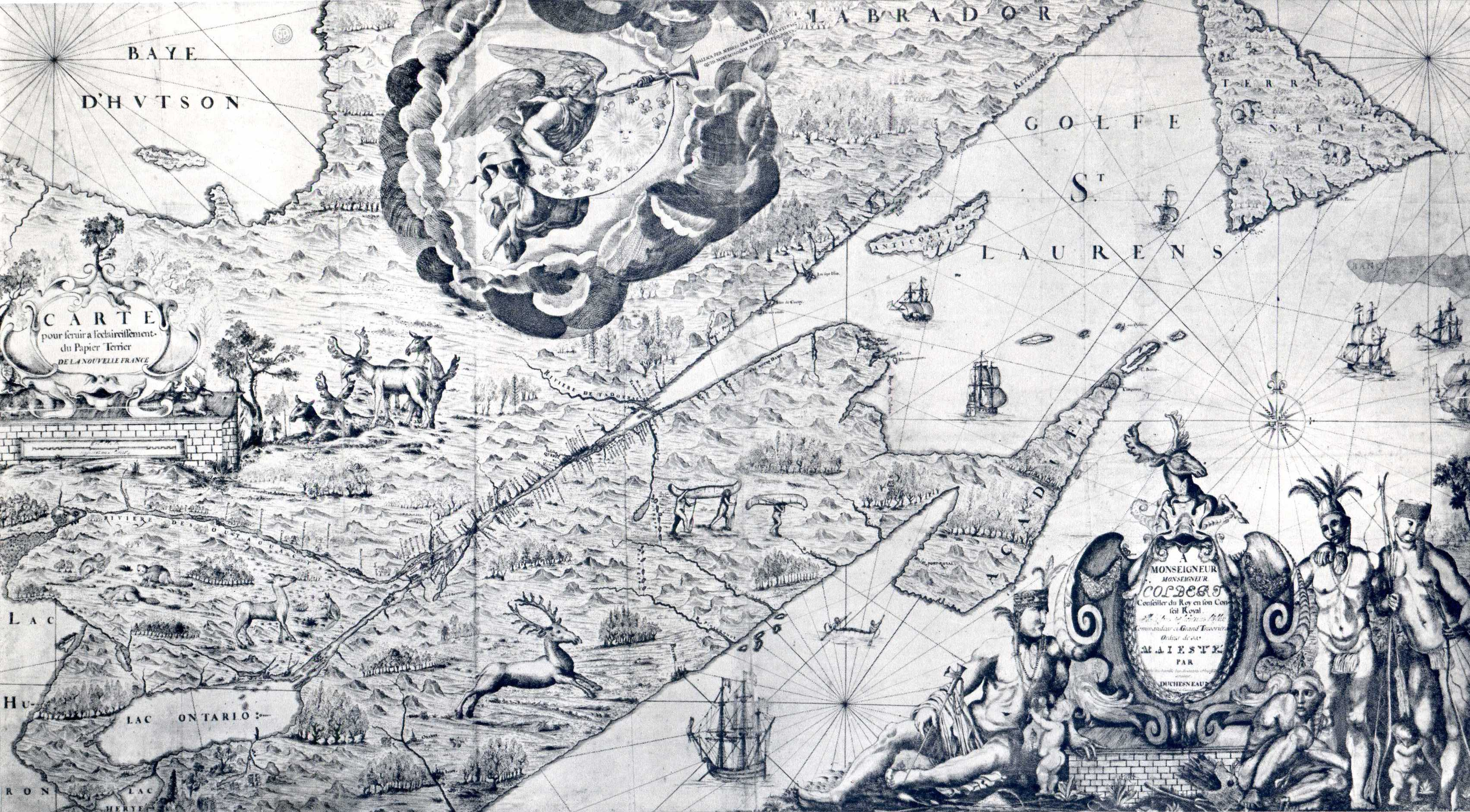
Carte de la Nouvelle-France dédiée à Colbert (XVIIe siècle).

En 1663, le roi de France, Louis XIV, constatant l'échec du système des compagnies, prend en main le développement de la Nouvelle-France en faisant une colonie royale. Le roi Soleil, de concert avec son ministre de la Marine Jean-Baptiste Colbert, met en place de nouvelles structures administratives. Il conserve le poste de gouverneur tout en précisant son rôle, et introduit une nouvelle fonction, celle de l'intendant. À ce poste, le roi nomme Jean Talon. Enfin, il met sur pied le Conseil souverain aussi appelé le Conseil supérieur.
Même si en dépit de toutes ces mesures, la colonisation progresse, somme toute, assez peu, le visage de la Nouvelle-France est complètement modifié pendant toutes ces années. En effet, grâce aux politiques de Jean Talon, la population commence à augmenter de façon appréciable. Évidemment, cela n'a rien à voir avec l'accroissement démographique extraordinaire des colonies anglaises du sud qui menacent de plus en plus l'existence de la colonie française. Au recensement de 1666, on dénombre 3 215 personnes. En 1760, on retrouve environ 70 000 personnes en Nouvelle-France. Pendant toutes ces années, la colonie reçoit un peu moins de 10 000 immigrants ce qui veut dire que l'essentiel de l'accroissement démographique est dû à la natalité.
Le commerce des fourrures demeure toujours le moteur de l'activité économique même si les intendants s'évertuent à tenter de diversifier l'économie. Cette activité amène les Canadiens et les Français à explorer le centre de l'Amérique du Nord jusqu'au golfe du Mexique et à y construire des postes de commerce des fourrures et des places fortifiées pour défendre les postes de commerce des fourrures. À la suite de ces explorations, le territoire de la Nouvelle-France atteint son expansion maximale. Il est de dimension continentale. Il est beaucoup plus vaste que le territoire des colonies britanniques qui sont situées le long de la côte Est de l'Amérique du Nord. Cependant, comme le territoire français est peu peuplé, il est donc très vulnérable.
Pendant toutes ces années également, il y eut quatre conflits entre les colonies anglaises et la colonie française. Ce fut d'abord la guerre de la Ligue d'Augsbourg en Europe ou Première Guerre intercoloniale en Amérique (1689-1697). Ensuite, ce fut la guerre de Succession d'Espagne, la Deuxième Guerre intercoloniale (1702-1713). À la suite de cette guerre désastreuse pour la Nouvelle-France, la France entreprit la construction de la forteresse de Louisbourg sur l'Île Royale. Puis il y eut la guerre de Succession d'Autriche, la Troisième Guerre intercoloniale (1744-1748). Enfin, ce fut la guerre de Sept Ans (1756-1763), mieux connue au Québec comme étant la guerre de la Conquête (1754-1760), qui consacre la défaite définitive de la Nouvelle-France.

## Conquête britannique et développement des institutions politiques (1763-1867)

### Le contexte politique

#### Le passage à l'empire britannique (1763)

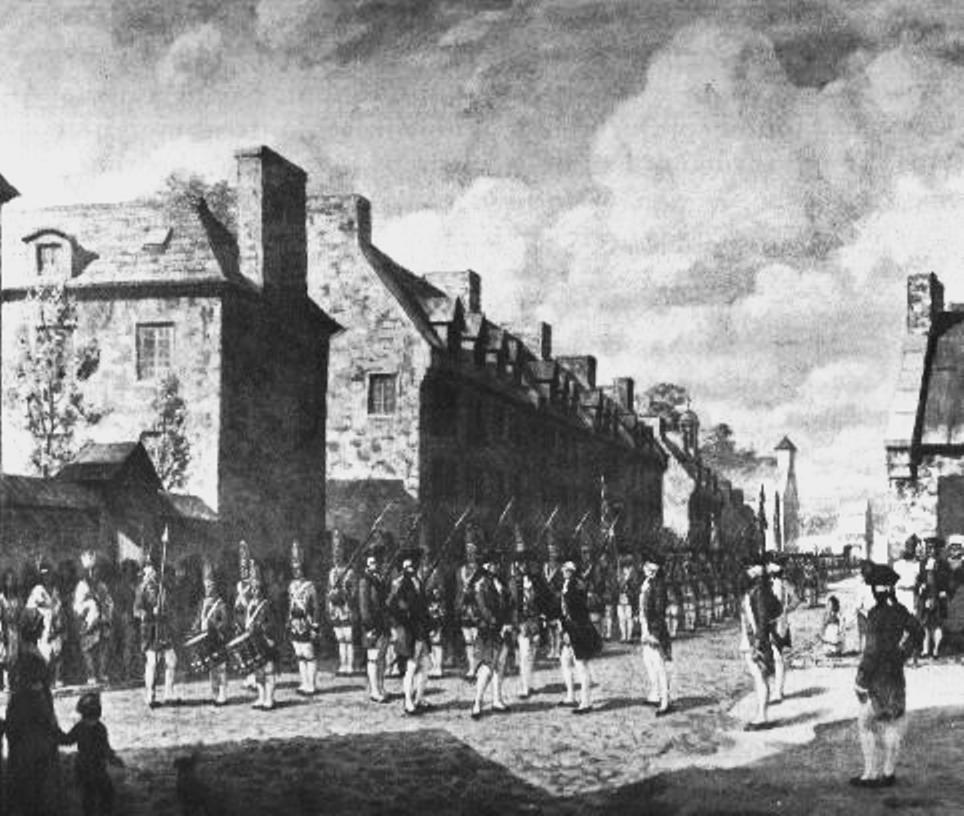
Reddition de Montréal, le 8 septembre 1760.

De nombreux affrontements ont eu lieu entre la Nouvelle-France et les colonies britanniques tout au long de la période de colonisation. À la suite de certains de ces affrontements, la Nouvelle-France doit céder aux colonies britanniques ou aux colonies espagnoles du Mexique certains de ses territoires.
L'affrontement final se produit au milieu de XVIIIe siècle alors que les colonies britanniques veulent s'étendre sur l'espace occupé par les colonies françaises et désirent se débarrasser d'un de leurs concurrents dans le Nord de l'Amérique. À ce moment, la Nouvelle-France compte 60 000 habitants alors que les colonies britanniques en comptent 2 000 000. Les forces en présence sont donc très inégales ! De plus, la Grande-Bretagne jouit d'une suprématie navale incontestée, ce qui lui permet de supporter efficacement ses colonies au besoin. Après de courts affrontements, les coloniaux britanniques s'emparent de Québec en 1759 et de Montréal en 1760. La colonie française est vaincue.
La défaite était inévitable étant donné la disparité des forces en présence. Le succès du peuplement des colonies britanniques s'explique par deux conditions qui ont cruellement fait défaut à la colonie française. D'une part, l'existence d'une force de répulsion dans la métropole : les persécutions religieuses en Grande-Bretagne encouragent certains citoyens britanniques à chercher une vie meilleure en Amérique ; d'autre part, l'attrait de terres cultivables combinées à une température clémente dans les colonies britanniques.
La défaite française est officialisée par le traité de Paris en 1763. À ce moment, la France doit choisir entre sa colonie de Nouvelle-France ou ses colonies des Antilles. La France opte pour les Antilles à cause de la présence de ses ressources naturelles facilement exploitables et aussi parce qu'elle sait qu'elle est incapable de défendre son immense colonie de Nouvelle-France face aux prospères colonies britanniques.

#### La Proclamation royale (1763)
Après la conquête, l'autorité britannique veut prendre le contrôle total de la colonie et assimiler les colons franco-catholiques. La Proclamation royale de 1763, qui forme la colonie britannique de la Province of Quebec, met en place les conditions législatives et réglementaires pour atteindre ces objectifs.
Cette loi britannique vise à donner un visage anglais à la Province de Québec. Ainsi, on décide d'imposer les lois anglaises aussi bien au civil qu'au criminel. Le gouverneur Murray doit aussi exiger le serment du test qui consiste à renier la religion catholique pour tous ceux qui veulent un poste dans l'administration. Cette mesure vise à écarter les anciens sujets français de tout poste officiel. Il doit de plus encourager l'immigration britannique et favoriser la création d'écoles protestantes.
Toutefois, dans les années suivantes, deux conditions viennent contrecarrer les plans des Britanniques :
- le peu d'attrait qu'exerce la colonie sur les colons britanniques potentiels, préférant s'installer dans les anciennes colonies britanniques où ils retrouvent leur langue et leur culture (et un climat plus clément). Ainsi, dans les années qui suivent, la population de cette nouvelle colonie britannique est formée d'au-delà de 95 % de Canadiens francophones.
- les turbulences dans les anciennes colonies britanniques causées par
  - les nouvelles taxes imposées par la Grande-Bretagne pour payer les dépenses de la guerre de Sept Ans et
  - surtout la façon autoritaire de gouverner de Londres ; les anciennes colonies britanniques ont pris l'habitude de gérer leur environnement politique par discussion et consultation et acceptent mal la façon unilatérale de gérer de Londres.

#### L'Acte de Québec (1774)
L'Acte de Québec d'avril 1774 survient quatre mois après le Boston Tea Party de décembre 1773. Il est une réponse à l'insurrection qui commence. Il n'y a au Québec que 2 000 Britanniques noyés parmi 90 000 francophones. Pour prévenir un soulèvement des francophones et surtout pour que les francophones ne soient pas tentés de s'allier avec les rebelles américains qui contestent de plus en plus l'autorité britannique, la Grande-Bretagne vote l'Acte de Québec qui :
- redonne aux Canadiens-français le code civil français, s'appliquant pour des questions de propriétés seigneuriales, de testaments et d'héritages ;
- leur garantit le droit de pratiquer leur religion et abolit le serment du test qui excluait les catholiques des postes de député, de juge et de fonctionnaire ;
- reconnaît un rôle à l'élite catholique et donne le droit au clergé de percevoir la dîme ;
- agrandit le territoire de la province de Québec en lui annexant les régions des Grands Lacs, de l'Ohio et du Labrador.

La Grande-Bretagne gagne son pari. Dans les treize colonies, ces mesures attisent la colère des colons, mais, dans la province de Québec, le clergé et les seigneurs prennent parti pour la Grande-Bretagne. Lorsque les rebelles envahissent la province de Québec en 1775, certains se battent même au côté de la couronne britannique.

#### La guerre d'indépendance américaine et la création du Canada anglais
Plusieurs Canadiens-français participent à la victoire américaine en particulier Clément Gosselin, son beau-père Germain Dionne et Louis-Philippe de Vaudreuil. Selon Baby, Tashereau et Williams 747 miliciens supportent activement l'armée américaine et quelques-uns participent à la Bataille de Saratoga en 1777 (François Monty, Jacques Monty, André Pépin) et à la Bataille de Yorktown en 1781.
La défaite britannique devant La Fayette et Washington permet l'indépendance américaine. Celle-ci amène 50 000 loyalistes au Canada, sur une population de 90 000 francophones. C'est la création du Canada anglais.

#### L'Acte constitutionnel de 1791

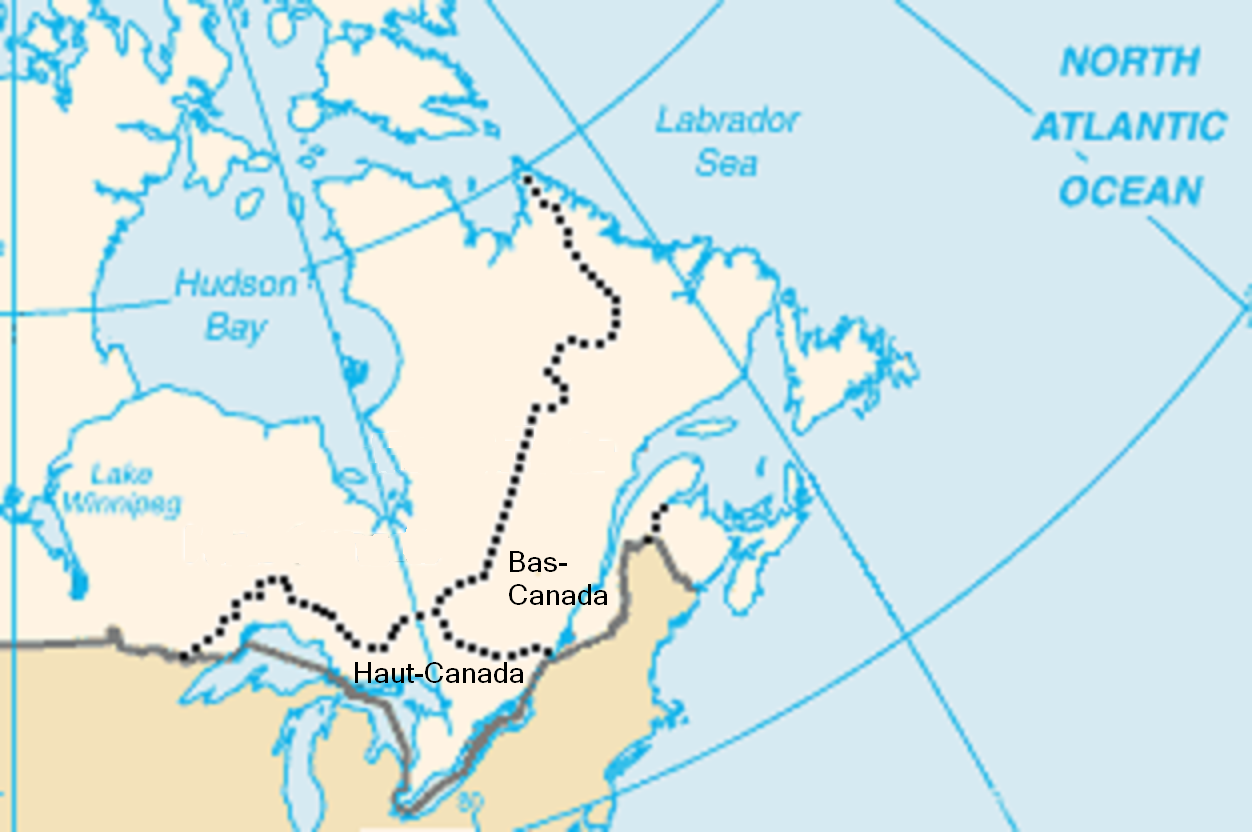
Le Haut et le Bas-Canada en 1791 après l'Acte constitutionnel.

Après la défaite britannique lors de la guerre d'Indépendance des États-Unis, environ 7 000 colons fidèles à la couronne britannique, on les appelle les loyalistes, se réfugient au Québec. Rapidement ces anglophones se sentent mal à l'aise dans la majorité francophone et font pression pour que les autorités britanniques les favorisent et diminuent les avantages qui ont été concédés aux francophones par l'Acte de Québec de 1774.
En 1791, pour plaire aux loyalistes, les autorités britanniques adoptent l'Acte constitutionnel de 1791 qui scinde le Canada en deux entités politiques : le Bas-Canada majoritairement francophone et le Haut-Canada (à l'ouest de la rivière des Outaouais) où les anglophones sont majoritaires. Cette constitution introduit quelques éléments de démocratie dans la politique de la colonie car certaines fonctions politiques sont maintenant électives mais le contrôle final des décisions politiques reste aux mains de la métropole. Il n'y a donc pas de responsabilité ministérielle qui rendrait le gouvernement responsable devant ses électeurs.

#### La rébellion des patriotes (1837-1838)

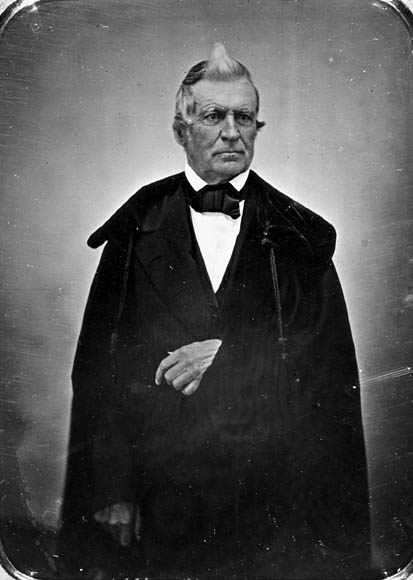
Louis-Joseph Papineau, le chef du Parti patriote.

Après un certain temps, les Canadiens français ne sont pas satisfaits des pouvoirs limités qui leur sont conférés par l'Acte constitutionnel de 1791. Les événements se précipitent à partir de 1834. Le parti patriote, dirigé par Louis-Joseph Papineau, fait voter à l'assemblée du Bas-Canada les 92 résolutions, un document qui résume tous les griefs accumulés par les Canadiens français depuis 1791. Le document est envoyé à Londres en passant par-dessus la tête des administrateurs britanniques. Londres ne répond qu'en 1837 et la réponse est non seulement négative mais elle contient un renforcement des pouvoirs du gouverneur au détriment du Parlement.
Un mouvement de contestation prend forme. Le mouvement est loin d'être unanime et plusieurs modérés, dont Louis-Joseph Papineau, s'opposent à l'utilisation de la force pour faire avancer la situation. En 1837 et 1838, le mouvement se transforme tout de même en une rébellion armée appelée la rébellion des patriotes. Cette rébellion est réprimée violemment par l'armée britannique. Ce mouvement n'est pas uniquement un mouvement nationaliste canadien-français mais il s'inscrit dans un ensemble plus vaste qui secoue l'Europe depuis la Révolution française et qui réclame l'autodétermination des peuples et plus de démocratie. Des révoltes semblables ont d'ailleurs lieu, à la même époque, dans la communauté anglophone du Haut-Canada et elles sont aussi réprimées violemment par l'armée britannique.

#### L'Acte d'Union (1840)
En 1840, en réaction à la rébellion des patriotes et à la suite du rapport Durham qui concluait que les troubles du Bas-Canada étaient principalement dus à la présence de deux groupes culturels dans la région, les autorités britanniques adoptent l'Acte d'Union qui unit les deux Canadas et instaurent des mesures pour assimiler les Canadiens français. Tous les députés siégeant à la même chambre d'assemblée, les Canadiens français sont maintenant minoritaires à la chambre et, encore une fois, les francophones semblent condamnés à l'assimilation.
Lors des élections de 1841, le leader des Canadiens français à la chambre, Louis-Hippolyte La Fontaine, fait alliance avec le leader d'un groupe de réformistes anglophones, Robert Baldwin. Les Canadiens français s'engagent à appuyer les projets de développement économique des réformistes anglophones. En retour, les anglophones soutiendront les Canadiens français dans leurs efforts pour conserver leurs prérogatives politiques et culturelles. La coalition remporte les élections. Les francophones viennent une autre fois d'assurer leur survie.
En 1848, cette même coalition obtient de Londres l'implantation du concept de « gouvernement responsable » qui rend le gouvernement responsable devant ses électeurs. La colonie a maintenant plus d'indépendance vis-à-vis de la métropole et elle a plus d'outils pour assurer son destin.

### Le contexte socio-économique
Sous le régime français, les revenus des colons étaient principalement agricoles avec un revenu d'appoint provenant de la traite des fourrures. Sous le régime britannique, cette situation reste stable jusque vers 1830. Après 1830, la situation économique se dégrade. En effet, les terres manquent dans la vallée du Saint-Laurent à cause de l'augmentation du nombre de familles ; elles sont donc divisées, ce qui diminue d'autant les revenus des colons. De plus, le sol s'épuise, en raison de cultures trop intensives. Enfin, les fourrures commencent à manquer.
La situation économique s'aggrave encore en 1842 et en 1846 lorsque le Royaume-Uni retire les protections tarifaires dont jouissaient respectivement le bois et le blé canadiens pour tendre plutôt vers le libre-échange.
Cette situation crée un contexte économique très difficile dans la colonie. Les stratégies utilisées pour faire face à cette situation sont :
- la diversification des cultures ;
- la colonisation de nouvelles régions comme les Cantons de l'Est, l'Outaouais, le Saguenay et la Gaspésie, mais ces terres sont pauvres et éloignées des grands centres ;
- le basculement de la traite des fourrures comme revenu d'appoint vers une industrie forestière, d'autant plus que le Royaume-Uni a besoin du bois canadien pour remplacer le bois qu'elle n'obtient plus de la région de la mer Baltique à la suite du blocus de Napoléon ;
- la migration temporaire ou permanente vers les États-Unis[11],[12];
- l'exode des campagnes vers les villes où l'industrie commence timidement à se développer, en particulier les industries du bois et de la construction navale.

Le Canada et le territoire du Québec.

## Confédération et industrialisation (1867-1930)
Dans les années 1860, les Canadiens doivent régler de graves problèmes :
- sur le plan politique, l'Acte d'Union de 1840 n'a pas porté les fruits espérés :
  - les Canadiens-français ne sont toujours pas assimilés, ils sont même de plus en plus nombreux ;
  - de plus, le système politique ne produit que des gouvernements minoritaires qui fonctionnent péniblement au moyen d'alliances qui ne satisfont ni les francophones ni les anglophones ;
- sur le plan économique :
  - le Canada a pris un retard industriel important par rapport aux États-Unis à cause de la politique colonialiste du Royaume-Uni qui favorisait la production de biens manufacturés dans la métropole ;
  - le Canada a perdu son accès privilégié au marché britannique avec la suppression des tarifs douaniers préférentiels préalablement accordés par le Royaume-Uni aux matières premières canadiennes ;
  - le Canada n'est pas assez populeux pour favoriser l'émergence d'une économie efficace dans le contexte nord-américain où les États-Unis jouissent à l'interne d'un marché très important.

La solution adoptée est de scinder le Canada en deux provinces où les anglophones et les francophones sont majoritaires dans leur province respective (l'Ontario et le Québec) et de joindre ces deux provinces à deux autres colonies britanniques, le Nouveau-Brunswick et la Nouvelle-Écosse. C'est la naissance d'un nouveau Canada qui est officialisée par l'Acte de l'Amérique du Nord britannique en 1867. Tout le monde trouve une certaine satisfaction dans cet arrangement :
- les anglophones obtiennent une majorité dans leurs provinces et au niveau du Canada ;
- les francophones obtiennent une majorité dans leur province avec les outils nécessaires pour protéger leur langue et leur culture ;
- le nouveau Canada crée un environnement économique plus grand où tous pourraient développer leur économie ; ce développement économique est d'ailleurs favorisé et accéléré par la construction d'un chemin de fer qui relie les provinces d'est en ouest.

Après 1867, le Canada est devenu indépendant mais n'est pas complètement souverain sur le plan diplomatique. Il contrôle ses finances, sa politique intérieure, son commerce et son armée mais la gestion des affaires étrangères, et par conséquent la diplomatie est encore sous le contrôle du Royaume-Uni.

### La Politique nationale et l'essor industriel du Québec (1879-1896)
La crise économique mondiale de 1873 ébranle fortement les économies canadienne et québécoise. La population se met à douter de l'efficacité du Canada pour assurer son développement économique.
En 1879, pour relancer l'économie et faire taire les critiques, le gouvernement fédéral, dominé par les conservateurs de John A. Macdonald, adopte la Politique nationale. Les principaux aspects de cette politique sont :
- l'instauration de tarifs douaniers de 30 à 35 % sur les produits manufacturiers pour favoriser l'industrialisation du Canada ;
- l'extension du chemin de fer vers les villes secondaires et vers l'ouest du pays pour faciliter les échanges commerciaux ;
- le support à l'immigration pour développer l'ouest du pays et augmenter la taille de l'économie canadienne.

La Politique nationale a des effets positifs qui se manifestent par :
- un important développement industriel au Canada;
- l'augmentation de la productivité agricole et l'exode des habitants vers les centres urbains, en particulier Montréal où se concentrent les industries québécoises ;
- l'apparition d'une bourgeoisie industrielle et de banques canadiennes ;
- le développement de mouvements syndicaux visant à améliorer les conditions des travailleurs qui œuvrent souvent dans des environnements non sécuritaires pour des salaires misérables.

Honoré Mercier (au pouvoir de 1887 à 1891) est le premier premier ministre du Québec à afficher un nationalisme canadien-français et à revendiquer que le fédéral ne s'immisce pas dans les champs de juridiction provinciale.

### La consolidation industrielle du Québec (1896-1918)
Durant cette période, le Québec commence à exploiter ses abondantes ressources naturelles.
Alors que la période précédente a vu le développement d'une industrie légère requérant peu de capitaux et principalement destinée à la consommation nationale, la période 1896-1918 voit se développer des industries requérant beaucoup de capitaux et axées principalement vers l'exportation: hydroélectricité, pâtes et papier, aluminium et produits chimiques.
Comme le Québec ne dispose pas des capitaux nécessaires pour développer ces industries, il doit mettre en place un environnement législatif favorisant les investissements étrangers et il doit accepter que son économie soit partiellement contrôlée par des étrangers. Les investisseurs qui fournissent les capitaux à l'industrie québécoise sont majoritairement britanniques dans un premier temps, puis américains à partir de 1914.
Cette période se caractérise par :

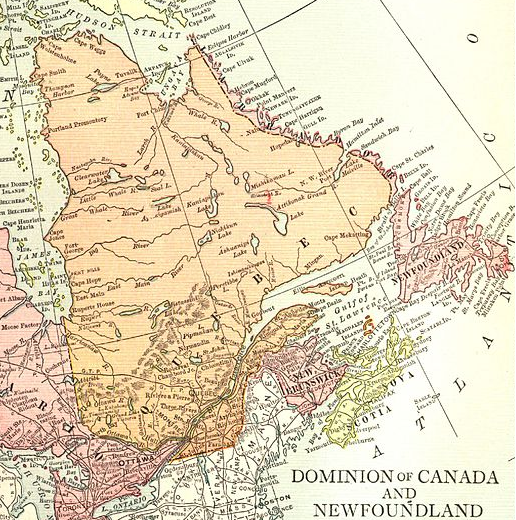
Carte du Québec en 1912.

- un fort exode des campagnes vers les villes ;
- une forte immigration en continuité avec la direction de la Politique nationale adoptée en 1879 : l'immigration vient principalement du Royaume-Uni mais aussi d'Italie, de Grèce et de Pologne ;
- l'émigration vers les États-Unis diminue car les gens peuvent maintenant trouver des emplois dans les usines nouvellement installées ;
- le mouvement syndical prend de la force grâce à la bonne santé de l'économie mais le mouvement syndical ne s'intéresse encore qu'aux travailleurs spécialisés ; les travailleurs non spécialisés sont trop faciles à remplacer donc ils n'ont aucun pouvoir de négociations ;

Un nationalisme canadien puis canadien-français se développe autour de Henri Bourassa. Dans un premier temps, Henri Bourassa prône un nationalisme canadien qui vise l'émancipation du Canada de l'ingérence britannique. Il faut se rappeler que le Canada créé en 1867 n'est pas complètement souverain. En particulier, le Royaume-Uni possède encore un droit de regard sur la politique étrangère canadienne. C'est donc le Royaume-Uni qui décide de l'entrée en guerre du Canada en 1914. C'est contre cette ingérence du Royaume-Uni sur le Canada qu'Henri Bourassa s'insurge.
Durant cette période, Henri Bourassa croit que les Canadiens francophones et anglophones peuvent s'entendre harmonieusement à l'intérieur du Canada. Après certains accrochages politiques entre francophones et anglophones (comme une loi visant à restreindre l'usage du français en Ontario et surtout la conscription durant la Première Guerre mondiale), Henri Bourassa en vient à prôner un nationalisme canadien-français et il devient un ardent défenseur des droits des Canadiens francophones. Les différences d'opinions des francophones et des anglophones au sujet de la conscription a fait ressortir de façon dramatique les différences d'opinions politiques entre les deux groupes linguistiques canadiens.
Le nationalisme canadien-français d'Henri Bourrassa se transformera en nationalisme québécois au cours des décennies suivantes.

### La suite de la consolidation industrielle (1919-1928)
L'exploitation minière s'ajoute aux secteurs industriels qui sont apparus durant la période précédente. Le Royaume-Uni étant occupé à sa reconstruction, il ne peut plus financer l'industrialisation du Québec. Ce sont maintenant les États-Unis qui fournissent les capitaux nécessaires à l'industrialisation de la province.
Après la guerre, le Canada entre en récession. Comme l'économie des États-Unis est peu touchée par la récession, 130 000 Québécois émigrent vers les États-Unis pour trouver des emplois qui n'existent pas au Québec. Cet exode se tarit en 1925-1926 à la faveur d'une amélioration de l'économie québécoise.
Sur le plan idéologique, deux tendances s'affrontent :
- le libéralisme incarné par le premier ministre provincial de l'époque Louis-Alexandre Taschereau; le libéralisme prône que le progrès matériel est bon pour la société et que le progrès matériel passe par le développement économique et en particulier le développement industriel; le Parti libéral, les industriels et les gens d'affaires défendent ce point de vue;
- le clérico-nationalisme incarné par l'abbé Lionel Groulx; le clérico-nationalisme prône l'importance de (1) la famille qui distribue les rôles et contrôle l'éducation, (2) la religion catholique qui définit les valeurs et (3) l'agriculture qui doit être le fondement de l'économie en opposition à l'industrialisation et l'urbanisation; certains des promoteurs de cette idéologie, par exemple Olivar Asselin et Édouard Montpetit, reconnaissent tout de même une certaine valeur à une industrialisation modérée.

La décennie 1920 est caractérisée par l'urbanisation, la prospérité, l'enrichissement et l'augmentation de la consommation de produits manufacturés. Cette période de croissance économique se termine abruptement par la Grande Dépression de 1929.

## Grande dépression et duplessisme (1930-1960)

### La grande dépression
La Grande Dépression de 1929 se fait cruellement sentir au Québec comme dans toutes les autres régions industrialisées. De 1929 à 1933 (au plus fort de la dépression), le chômage passe de 3 % à 25 % et les salaires chutent de 40 %.
En 1931, sans tambour ni trompette, le Canada acquiert sa pleine souveraineté par le statut de Westminster et devient officiellement maître de sa politique extérieure qui était jusque-là aux mains du Royaume-Uni (qui, théoriquement, ne s'interférait plus depuis plusieurs années puisque le Département des Affaires étrangères a été créé en 1909). Malgré son indépendance acquise en 1867 et sa pleine souveraineté en 1931, le Canada est tout de même lent à s'émanciper des symboles de son passé colonial. Par exemple, après 1931, le Canada conserve la citoyenneté et l'hymne national britannique. Ces vestiges du passé colonial ne sont remplacés par des contreparties canadiennes qu'en 1939 officieusement pour l'hymne national (et officiellement en 1980), et en 1947 pour la citoyenneté. Il va sans dire que les Québécois francophones n'étaient pas à l'aise avec ces vestiges du passé colonial et ce sont eux qui ont initié les débats qui conduisirent le Canada à s'éloigner graduellement des attributs britanniques.
Durant les années 1930, le nationalisme canadien-français qui avait été promu par Henri Bourrassa se transforme graduellement en nationalisme québécois alors que les Québécois constatent l'assimilation des Canadiens français dans les autres provinces. Ils en tirent la conclusion que seul leur gouvernement provincial peut les protéger de l'assimilation. De plus, le nationalisme québécois est renforcé par la dépression car ils constatent que le gouvernement auquel ils s'identifient le plus, le gouvernement provincial, a très peu de pouvoirs et ne dispose pas des moyens nécessaires pour réagir à la dépression.
La dépression ne se résorbe qu'avec le début de la Seconde Guerre mondiale. La guerre génère une demande quasi illimitée pour des vivres, des vêtements, des armes et des munitions. La prospérité revient, le chômage disparaît et les salaires augmentent.
La guerre augmente cependant le clivage entre les Canadiens anglais et les Canadiens français. Les Canadiens anglais sont favorables à une participation des soldats canadiens à la guerre en Europe, contrairement aux Canadiens-français. En 1939, pour faire accepter l'entrée du Canada en guerre, le premier ministre fédéral Mackenzie King promet aux Canadiens français qu'ils ne seraient pas conscrits contre leur gré. Cependant, en 1942, devant le besoin croissant d'effectifs, le gouvernement fédéral reconsidère sa promesse et, par un plébiscite, demande à tous les Canadiens de le relever de sa promesse faite aux Canadiens français. Les Québécois refusent dans une majorité de 71 % (85 % chez les francophones) alors que les Canadiens des autres provinces acceptent dans une proportion de 80 %. Le vote négatif des Québécois est noyé dans le vote positif des Canadiens anglais. Bien des Québécois en comprennent que leur nombre n'est plus suffisant pour se faire entendre à Ottawa. Le nationalisme québécois augmente d'autant.

### Seconde Guerre mondiale
Peu après le déclenchement de la Seconde Guerre mondiale le 1er septembre 1939, le gouvernement fédéral canadien va utiliser l’Office national du film comme instrument communicationnel de propagande pour promouvoir la participation des Canadiens. Durant les premières années de la guerre (1939-1941), John Grierson, qui supervise l’ONF, ne voyait « pas d’intérêt d’adapter ses produits aux différentes sensibilités nationales, dans la mesure où, pour lui un film est valable pour tout le Canada sans distinction ». Ceci va faire en sorte que tous les films vont être produits en anglais sauf Un du 22e, qui va être en français. Les synopsis vont présenter l’enrôlement dans l’armée comme un amusement à travers le rire et les loisirs. Toutefois, l’identité d’un Canada uni combattant l’ennemi allemand ne va pas résonner avec les francophones puisqu’il existe une différence ethnique et culturelle entre les Canadiens français et les Canadiens anglais notamment à cause de l’héritage français des Québécois. À la suite de la Crise de la conscription de 1942, Grierson va constater le besoin d’incorporer le bagage culturel du Québec afin d’atteindre le public francophone. Donc, les longs et courts métrages de l’ONF vont utiliser plusieurs stratégies pour pousser les Québécois à accepter la conscription : éloges, utilisations de héros québécois, etc. En fait, le héros québécois va être au centre des films de l’ONF pour expliquer aux Canadiens français du « bienfondé de la participation au conflit mondial et à susciter leur enrôlement » .
Tout comme les films produits par le gouvernement fédéral, les affiches de guerre vont avoir deux objectifs différents, soit informer ou encourager, selon leurs années et la stratégie utilisée est différente au Canada et au Québec. La propagande par utilisation d’affiches utilisée durant le début de la Seconde Guerre mondiale avait comme but d’informer et elle reposait davantage sur les mots que sur les images. Le Bureau de l’information publique, qui s’occupait de la propagande partout au Canada, utilisait beaucoup l’humour pour communiquer leur message. Par contraste, les affiches de guerre utilisées durant la seconde moitié de la Seconde Guerre mondiale vont prendre un ton beaucoup plus sombre et agressif. Les panneaux publicitaires de guerre, qui sont axées sur l’image, « va privilégier le thème de l’unité nationale, le développement d’une énergie collective, tout en dénonçant la nature diabolique du fascisme ». Au Québec, les affiches publicitaires vont utiliser le thème de l’unité nationale autrement que dans le reste du Canada. En fait, l’unité nationale va être utilisée dans la propagande publicitaire pour encourager les Québécois à partir combattre en France en présentant celle-ci, dont le cœur « saigne », comme étant de la même famille. D’autres pancartes vont faire appel au sentiment patriotique en rappelant des héros comme les compagnons de Dollard, les soldats de Montcalm ou les vainqueurs de Châteauguay, qui se sont sacrifiés pour le bien de la patrie.
Un autre outil que le gouvernement fédéral a utilisé pour encourager autant les Canadiens que les Canadiens français à soutenir les efforts de guerre est la censure des correspondances de guerre. Le 1er décembre 1939, au moyen du décret C.P 2481, le Canada va imposer la censure. Grâce à ce décret, le gouvernement a le pouvoir d’interdire certaines communications destinées au public afin de protéger le moral des militaires et de la population. La presse va jouer un rôle clé dans la censure au Canada. Effectivement, il va exister une certaine collaboration entre l’organisation de la censure de la presse et la presse sur les principes que la « presse doit aider le Canada à gagner la guerre tout en conservant sa liberté de parole et que le système de censure doit être économique et fonctionnel ». Certaines presses québécoises, dont le journal le Devoir, vont s’opposer officieusement à la censure en critiquant des décisions du gouvernement du Canada, cependant la grande majorité des presses vont la respecter autant au Québec que dans le reste du Canada. Or, pour projeter une image positive des forces canadiennes pendant guerre totale et pour protéger le moral de la population, « chaque reportage, chaque émission devaient être approuvés par la censure ». Bien évidemment, les actualités filmées et les correspondances de guerre transmises par la presse au Canada vont donner une impression de succès à la population canadienne ce qui va augmenter les efforts de guerre. Un exemple de cette propagande serait le désastre monumental du Raid de Dieppe, qui a été couvert partout au Canada comme étant un succès.
La Seconde Guerre mondiale à travers la littérature québécoise
Les outils de propagande ont été essentiels au succès du Canada dans la Seconde Guerre mondiale, car la population québécoise n’a pas toujours été intéressée aux guerres européennes. En effet, à la suite de la Première Guerre mondiale, un nouveau « sentiment d’extériorité que suscitent les guerres du monde » grandit chez les Québécois. Ce sentiment est bien illustré dans le poème « Le jeu » d'Hector de Saint-Denys Garneau. Effectivement, comme le suggère en partie le vers « Une gravité de l’autre monde s’attache à la feuille [...] », il existe un certain détachement de la société québécoise face aux conflits en Europe par le fait qu’elle est consciente de la gravité de la situation, mais celle-ci est désintéressée par les guerres « de l’autre monde » en raison de la distance. Toutefois, malgré cette distance que sépare l’Europe de l’Amérique du Nord, les premières années de la Seconde Guerre mondiale vont grandement toucher les Québécois. Comme décrit dans les poèmes d’Alain Grandbois, les Québécois qui combattent ou ont combattu sur le front vont être grandement marqués par une crise de valeurs et par un pessimisme généralisé à l’égard du monde. Les soldats québécois vont, pour des raisons plutôt évidentes, avoir une mauvaise perception de la guerre. Contrairement aux soldats, les Québécois qui vivaient loin du front vont être plus sympathiques aux causes de guerre, notamment grâce aux journaux et à la radio. Bien que la crise de la conscription ait créé une tension entre les Canadiens français et les Canadiens anglais, la guerre a eu comme conséquence une connaissance du monde extérieur dans les mentalités des « gens les moins voyageurs, les moins intellectuels, les moins préparés à affronter une telle rencontre », comme illustré par le livre Bonheur d’occasion. En d’autres mots, racontée à travers la littérature québécoise, la guerre va couper le détachement que la société québécoise avait face au monde extérieur en élargissant sa conscience pour regarder plus loin que la nation, vers l’universel ».

### L'après-guerre et la Grande noirceur

Le drapeau du Québec, appelé
le Fleurdelisé, fut adopté par le gouvernement du Québec, en 1948, pendant le gouvernement de Maurice Duplessis.

Cette période est marquée par le long règne de Maurice Duplessis comme premier ministre du Québec. Les idées politiques de Duplessis se caractérisent par :
- un ultra-conservatisme économique qui se manifeste par une étroite collaboration avec le patronat et, en particulier, avec les compagnies américaines qui investissent massivement au Québec ;
- un ultra-conservatisme social qui fait peu de place à l'intervention de l'État en éducation, en santé et en soutien aux défavorisés, laissant ces sphères au soins des congrégations religieuses; le Québec accumule d'ailleurs un retard important sur le plan de la scolarisation durant la période ;
- un patronage important ; le patronage fait partie des mœurs politiques de l'époque mais Maurice Duplessis l'a poussé à des sommets jamais égalés ;
- une contestation des tendances centralisatrices du gouvernement fédéral ; le fédéral qui s'est arrogé des pouvoirs de taxation provinciaux durant la guerre dispose de moyens financiers importants (en 1945, le fédéral prélève 83 % des taxes alors que le provincial n'en prélève que 7 % et le municipal 10 %) ; le gouvernement fédéral profite de ses moyens financiers pour s'ingérer dans des champs de juridiction provinciale ; Maurice Duplessis s'insurge avec véhémence contre ces ingérences ; il canalise et augmente ainsi les sentiments nationalistes et autonomistes des Québécois ; ces sentiments se cristallisent bientôt dans la création d'un parti politique qui prône l'indépendance du Québec.

Sur le plan économique, c'est une période de très grande prospérité pour le Québec. Les salaires augmentent plus vite que l'inflation et les conditions de travail s'améliorent avec l'apparition de vacances payées et de régimes de retraite. Les Québécois adoptent l'American Way of Life. Les automobiles et les appareils électriques (réfrigérateurs, cuisinières, radios, télévisions et téléphones) se multiplient.
On appelle parfois cette période la Grande noirceur. Cette formule éminemment négative est considérée trompeuse pour les nationalistes et autonomistes. Si elle décrit bien l'ultra-conservatisme économique et social du gouvernement de l'Union nationale et en particulier de son chef charismatique, Maurice Duplessis, cette formule occulte les immenses progrès économiques sans de véritables progrès sociaux réalisés durant cette période et l'évolution de la société québécoise qui s'est transformée pour devenir le terreau fertile dans lequel a pu se faire la Révolution tranquille des années 1960 à 1966 sous le gouvernement libéral de Jean Lesage.

## La Révolution tranquille et la société québécoise

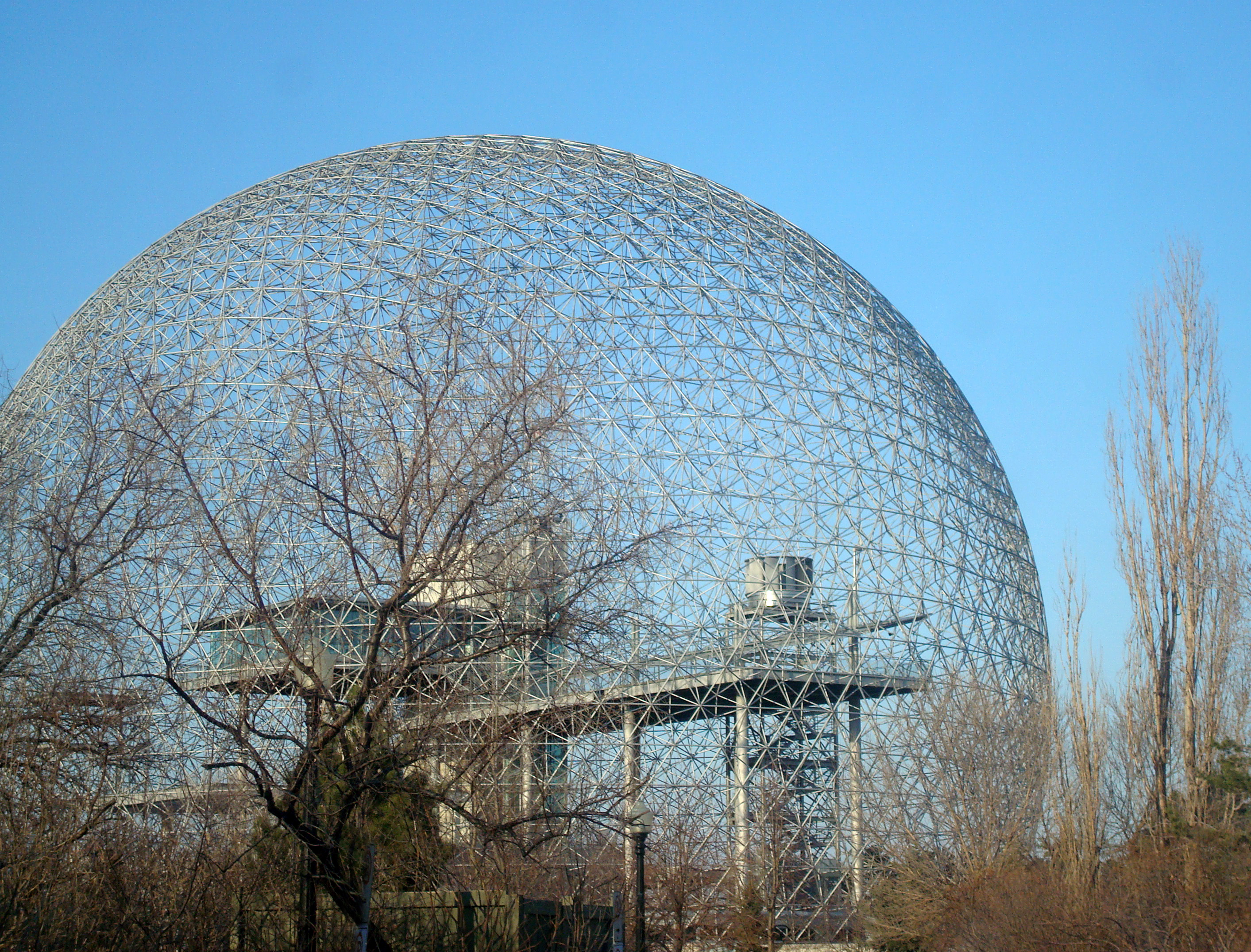
Expo 67.

En 1960, avec l'élection du parti libéral du Québec sous la direction de Jean Lesage, une période de grands changements économiques, politiques et sociaux s'amorce. Cette période est souvent appelée la Révolution tranquille.

### Sur le plan économique
Le Québec vit une autre période de grande prospérité. Nous sommes encore dans les Trente Glorieuses. Les salaires qui continuent à augmenter plus vite que l'inflation et l'entrée massive des femmes sur le marché du travail accroissent le revenu des ménages. Sous l'influence de séries télévisées américaines largement disponibles au Québec, les Québécois adoptent de plus en plus l'American Way of Life et la consommation augmente rapidement. La croissance des revenus des ménages permet aussi une augmentation de la taxation qui alimente les nombreuses réformes qui sont implantées au cours de la période.
En 1961, le contrôle de l'économie québécoise échappe aux francophones. 45 % des entreprises établies au Québec sont aux mains d'investisseurs étrangers, 47 % appartiennent à des Canadiens anglais et seulement 7 % se trouvent sous contrôle francophone. Pour augmenter le contrôle québécois de l'économie, le gouvernement provincial se lance dans un programme de nationalisations et de créations d'entreprises étatiques. La nationalisation de l'hydroélectricité à travers toute la province est la plus retentissante de ces nationalisations. Des fonds d'investissements étatiques comme la Caisse de dépôt et placement du Québec et la Société générale de financement (SGF) sont également créées. Les entreprises étatiques combinées à la forte croissance des activités de l'État en santé et en éducation créent des postes de direction qui sont occupés par des francophones, ce qui permet l'apparition d'une classe d'affaires francophone. Mais l'intervention de l'État va également se faire sous la forme d'interventions directes (subventions, prêts sans intérêt, aide à l'exportation, etc.) afin de favoriser l'essor d'une bourgeoisie francophone.

### Sur le plan politique
La croissance de l'appareil gouvernemental provincial et son interventionnisme accru engendrent de nombreuses frictions avec le gouvernement fédéral, d'autant plus que le gouvernement fédéral prône une philosophie nettement centralisatrice.
Le Canada anglais s'inquiète des changements qui s'opèrent dans la société québécoise et des revendications des Québécois. En 1963, le premier ministre fédéral Lester B. Pearson pose la célèbre question What does Quebec want? et il institue la Commission royale d'enquête sur le bilinguisme et le biculturalisme pour tenter de répondre à la question et proposer des mesures pour satisfaire les demandes des Québécois. L'implantation des mesures proposées ne fait qu'augmenter le clivage entre Canadiens anglais et les Québécois francophones. Les Canadiens anglais considèrent que les mesures mises en place sont des concessions inacceptables aux francophones alors que les francophones considèrent que les mesures ne sont pas suffisantes pour répondre à leurs aspirations.
Devant les frictions constantes entre le gouvernement fédéral et le gouvernement provincial, le mouvement nationaliste québécois se transforme en mouvement indépendantiste. Le Ralliement national, dirigé par Gilles Grégoire, et le Rassemblement pour l'indépendance nationale, dirigé par Pierre Bourgault et Hubert Aquin, sont fondés en 1960 et se transforment rapidement en partis politiques. En 1967, René Lévesque, qui est alors une figure de proue du parti libéral du Québec, quitte le parti libéral et fonde le Mouvement Souveraineté-Association. En 1968, les forces indépendantistes se regroupent en un seul parti, le Parti québécois, sous la gouverne de René Lévesque. Les partis indépendantistes recueillent 8 % des votes populaires en 1966, 23 % en 1970 et 30 % en 1973. Ces résultats sont insuffisants pour permettre la prise du pouvoir mais ils démontrent la nette croissance de l'idéologie indépendantiste au Québec.
Du 23 au 26 juillet 1967, le général de Gaulle, lors d'un voyage au Canada, donne une légitimité internationale à l'idée d'indépendance du Québec en prononçant, à la fin d'un discours d'environ 7 minutes le 24 juillet vers 19 H 45 à Montréal, le célèbre Vive le Québec libre devant une foule en délire, composée de plus de 20 000 personnes qui l'attendaient depuis des heures.
Quelques individus choisissent la violence pour manifester leur désir de changements politiques. Cependant, ces actions violentes menées par le Front de libération du Québec sont rares et non coordonnées. En octobre 1970, ce groupe terroriste va procéder à l'enlèvement d'un diplomate britannique, James Cross, réclamant la libération de 23 prisonniers politiques et le versement d’une rançon de 500 000 dollars. Le gouvernement du Québec annonce son refus de négocier avec les indépendantistes, entrainant, peu après, l’enlèvement du ministre du Travail du Québec, Pierre Laporte. Le gouvernement canadien déploie alors l’armée et instaure la loi sur les mesures de guerre. Les libertés fondamentales sont suspendues et près de 500 personnes identifiées comme appartenant à la gauche québécoise sont arbitrairement arrêtées. En réaction, Pierre Laporte est abattu par le FLQ. Cette action, réprouvée par la très grande majorité de la population, lui fait perdre le soutien d'une partie de ses sympathisants. De plus, les indépendantistes pourront maintenant compter sur un grand nombre de leaders d'opinion et sur le Parti québécois pour promouvoir leur projet politique. Le mouvement indépendantiste québécois se manifeste donc très majoritairement dans un contexte pacifique et démocratique.

### Sur le plan social
Les valeurs traditionnelles sont remises en question, en particulier sur le plan moral et religieux. Toute forme d'autorité est aussi remise en question et les contestations menées par des étudiants et des travailleurs syndiqués sont fréquentes. On note aussi dans la population un sentiment de confiance de plus en plus grand, insufflé par des réussites économiques et sociales.

## Le Québec contemporain (1976 à aujourd'hui)

### Gouvernement Lévesque
| |  |                                                                     |
| Le premier ministre René Lévesque (centre) à l’inauguration de la première turbine de LG-2 en octobre 1979. |  | Évacuateur de crues de la centrale hydroélectrique Robert-Bourassa. |

Le 15 novembre 1976, le Parti québécois remporte les élections générales québécoises de 1976 et forme le premier gouvernement souverainiste de l'histoire du Québec. Cette victoire décisive du parti de René Lévesque, est une surprise pour PQ, un désaveu pour le premier ministre sortant Robert Bourassa, défait dans sa propre circonscription, un choc pour le gouvernement canadien, et un désastre pour le ministre du Canada et fédéraliste Pierre Elliott Trudeau.
Neuf mois après son élection, le gouvernement Lévesque sanctionne la Charte de la langue française (Loi 101) le 26 août 1977. Portée par le ministre Camille Laurin, elle fait du français la seule langue officielle de l'État québécois et des entreprises qui font des affaires au Québec de plus de 50 employés. La loi encadre aussi l'enseignement en langue anglaise, l'affichage commercial et la langue de la législation et de la justice. En décembre 1977, le ministre de la justice Marc-André Bédard fait adopter des modifications à la Charte des droits et libertés pour interdire la discrimination fondée sur l’orientation sexuelle,. Parmi les autres lois sanctionnées par le gouvernement Lévesque l'année suivante, on compte notamment la création du régime public d'assurance automobile du Québec, la Société de l'assurance automobile du Québec, la Loi sur le financement des partis politiques, la Loi sur la protection de la jeunesse et la Loi sur la protection du territoire et des activités agricoles.
Le gouvernement du Québec organise le 20 mai 1980 un référendum sur le projet de souveraineté-association. Cette consultation populaire, une promesse électorale du Parti québécois, se solde par un refus de la proposition dans une proportion de près de 60 %. Toutefois, un an plus tard, le 13 avril 1981, le Parti québécois est reporté au pouvoir lors des élections générales québécoises de 1981. L'ingérence du Canada lors du référendum de 1980 et dans le projet du rapatriement de la Constitution du Canada aurait contribué à la réélection du Parti québécois. Le 4 novembre 1981, lle gouvernement canadien négocie la Loi constitutionnelle de 1982, sans la présence du Québec, et éventuellement rapatrie la Constitution du Canada.
Le Canada, à l'instar de plusieurs pays, connaît une forte récession économique de juin 1981 à octobre 1982. Les effets de cette crise entraîne des hausses soutenues l'inflation qui, à 11% au Québec, atteindra son plus haut niveau en 32 ans et provoque une augmentation substantielle du taux de chômage. En 1983, le gouvernement du Québec impose par décret une baisse salariale de 20 % à ses employés durant 3 mois, augmente les tâches dans le secteur de l'enseignement et de la santé et supprime le droit de grève. Ces mesures sont perçues comme un affront contre la base électorale du Parti québécois largement constituée d'une clientèle populaire et syndiquée. La grève générale, décrétée par les trois grandes centrales syndicale québécoises (FTQ, CSN et CEQ) en janvier 1983, est écrasée en février par la loi spéciale 111.

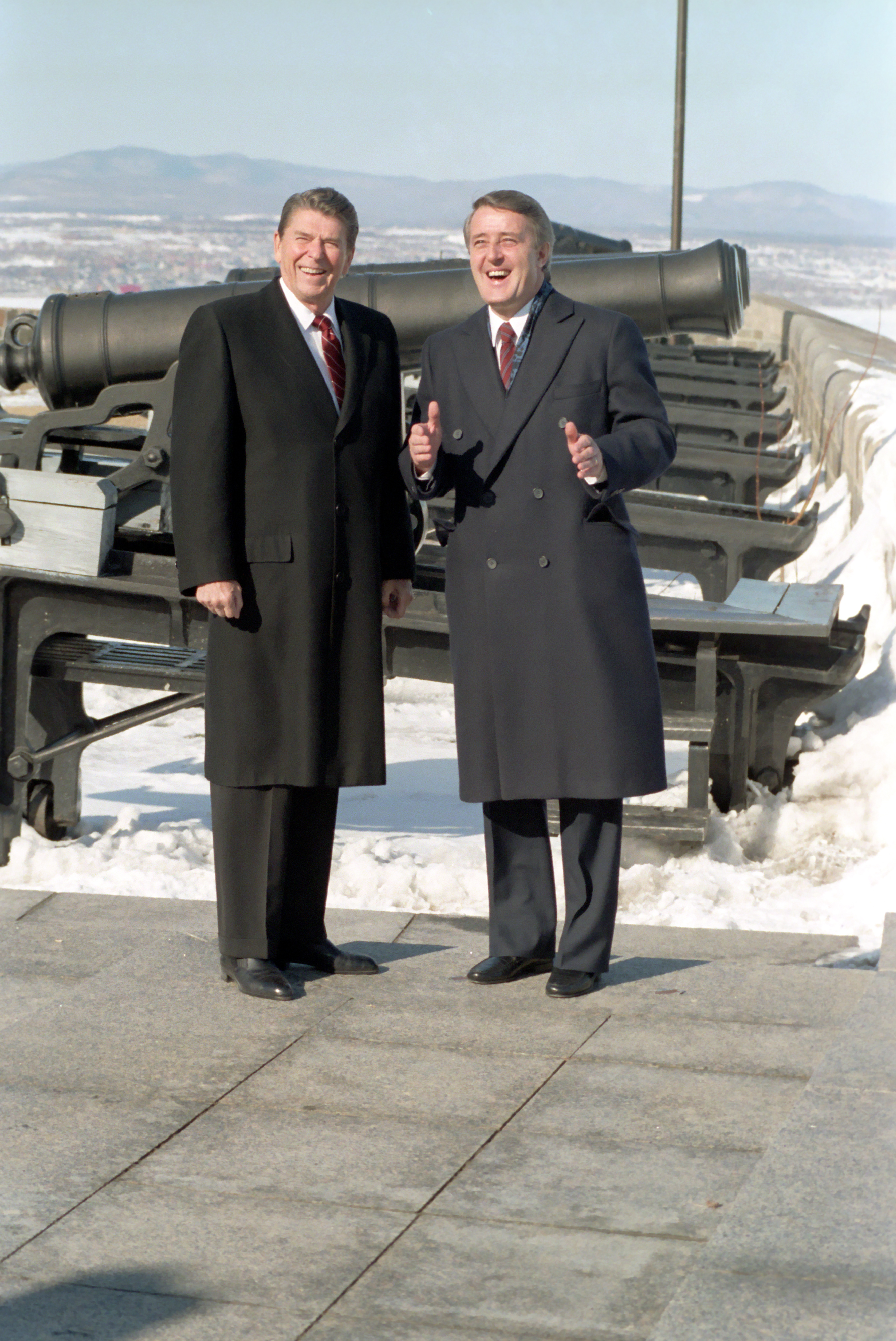
Le premier ministre du Canada Brian Mulroney (à droite) au côté du président des États-Unis Ronald Reagan, bénéficie d'un fort appui au Québec aux élections de 1984 et 1988.

Le gouvernement Lévesque, dans ce qu'il qualifie de « beau risque », donne son appui aux parti progressiste-conservateur du Canada de Brian Mulroney lors de l'élection fédérale de 1984 pour réformer le fédéralisme canadien. Ce soutien explicite à un parti fédéral entraîne des déchirements au sein du Parti québécois, et éventuellement, le 20 juin 1985, René Lévesque annonce sa démission comme premier ministre et comme chef du PQ. Son retrait prend effet après la course à la chefferie du Parti québécois. Pierre Marc Johnson est élu chef du Parti québécois le 29 septembre 1985.

### Deuxième gouvernement Bourassa
Le 2 décembre 1985, le Parti libéral du Québec, dirigé par Robert Bourassa, remporte les élections générales québécoises de 1985. Le nouveau gouvernement libéral détient une majorité de 99 des 122 sièges de l'Assemblée nationale.
En 1994, le Canada signe un important accord de libre-échange avec les États-Unis, l'Accord de libre-échange nord-américain (l'ALENA). Les discussions entourant la négociation de cet accord montrent encore une fois les différences d'opinion entre les Canadiens anglais et les Canadiens-français. Les premiers sont généralement opposés à l'accord alors que les seconds l'appuient.[source insuffisante] Grâce à la détermination du premier ministre fédéral, Brian Mulroney, qui est québécois, l'accord est conclu et il sera bénéfique aux économies canadienne et québécoise.[non neutre]
L'économie québécoise qui est encore assez dépendante des secteurs traditionnels comme le meuble et le textile s'ajuste avec succès au libre-échange et à la mondialisation comme l'indique le taux d'occupation de la main d'œuvre (le pourcentage des gens ayant un emploi) et le taux de chômage (le pourcentage des gens voulant un emploi qui n'en ont pas) qui sont, en 2006, parmi les meilleurs de l'histoire du Québec. Cependant, cet ajustement s'est fait au prix d'une transformation du marché du travail qui a généré une insécurité certaine. Plusieurs emplois sont précaires et le pouvoir d'achat de plusieurs groupes de travailleurs stagne lorsqu'il ne diminue pas.
La puissance grandissante des multinationales et la mondialisation sapent la capacité de l'état québécois d'intervenir dans l'économie. L'état québécois, qui était très interventionniste durant les années 1960 et 1970, intervient de moins en moins dans l'économie et laisse à l'entreprise privée et à la libre concurrence la tâche de créer des emplois et de la richesse. L'entreprise privée et la libre concurrence sont efficaces à créer la richesse mais elles le sont moins à distribuer cette richesse équitablement.

### Gouvernements Parizeau et Bouchard
Le 12 septembre 1994, le Parti québécois, dirigé par Jacques Parizeau, est élu avec un gouvernement majoritaire lors des élections générales québécoises de 1994.
Le 30 novembre 1998, le Parti québécois, dirigé par Lucien Bouchard, est reporté au pouvoir lors des élections générales québécoises de 1998.

### Gouvernements Charest, Marois et Couillard
Le 14 avril 2003, le Parti libéral du Québec, dirigé par Jean Charest, remporte les élections générales québécoises de 2003. Le nouveau gouvernement libéral détient une majorité de 76 des 125 sièges de l'Assemblée nationale.
Le 26 mars 2007, le Parti libéral du Québec et le premier ministre Jean Charest remportent les élections générales québécoises de 2007 et forme un gouvernement minoritaire, le premier au Québec depuis 1878.
Le 5 novembre 2008, 20 mois après les élections de 2007, le premier ministre du Québec Jean Charest demande au lieutenant-gouverneur Pierre Duchesne de dissoudre le parlement et de convoquer des élections générales. Le 8 décembre 2008, le Parti libéral du Québec et le premier ministre Jean Charest remportent les élections générales québécoises de 2008 et forme un gouvernement majoritaire.

### Gouvernement Legault
Le 1er octobre 2018, la Coalition Avenir Québec, dirigé par François Legault, remporte les élections générales québécoises de 2018. Le nouveau gouvernement caquiste détient une majorité de 74 des 125 sièges de l'Assemblée nationale. Il s'agit de la première fois depuis 1970 qu'un parti politique autre que le Parti libéral du Québec ou le Parti québécois détient une majorité de sièges à l'Assemblée nationale.

## Sommaire des transformations politiques du Québec
- Nouvelle-France (1608-1761) : colonie française
- Province de Québec (1763-1791) : colonie britannique (Province of Quebec)
- Bas-Canada (1791-1841) : colonie britannique
- Canada-Est, moitié est de la province du Canada (1841-1867) : colonie britannique
- Québec (1867-aujourd'hui) : une province du Canada